# Château de Beauté
Cet article possède un paronyme, voir Beauté.
Le château de Beauté est une demeure royale du XIVe siècle, détruit au XVIIe siècle, située au lieu-dit de Beauté, à l'orée du bois de Vincennes et sur l'actuelle commune de Nogent-sur-Marne, dans le Val-de-Marne, en Île-de-France.
Construit ou réhabilité vers 1375, sous l'impulsion du roi de France Charles V dit « le Sage », le château est alors constitué d'une tour de base carrée à quatre étages, d'un corps de logis, d'une bibliothèque et d'une chapelle. L'ensemble est entouré par une enceinte fortifiée. Son domaine, qui se développe en surplomb de la Marne, est également doté de plusieurs bâtiments annexes, dont notamment un moulin, une fontaine et un pavillon situé sur l'île dite de « Beauté ».
À cette époque, en 1378, le château de Beauté accueille notamment l'empereur Charles IV, oncle par alliance du roi Charles V, pour une visite diplomatique qui se conclut par le titre honorifique de « vicaire perpétuel » pour le Royaume d'Arles et le Dauphiné conféré au dauphin, futur Charles VI.
Au terme du XIVe siècle, cette résidence royale, qui se présente tel un manoir, est le lieu de séjour de Charles VI. Au début du XVe siècle, le château passe aux mains des Anglais lors de la guerre de Cent Ans et subit la révolte de la Praguerie, pour n'être repris définitivement qu'en 1439 par le roi Charles VII, qui l'offre en 1444 à sa favorite, Agnès Sorel, qu'on surnommera ainsi la « dame de Beauté ».
À partir de 1450 jusqu'au milieu du XVIe siècle, la demeure connaît plusieurs locataires et gouvernances temporaires. Il est ensuite abandonné, pour finalement faire l'objet d'une destruction en 1626.
Les rares vestiges qui subsistent de l'ancien château au début du XVIIIe siècle sont définitivement réduits à néant en 1859, lors des travaux visant à l'installation et la construction de la ligne ferroviaire Paris-Bastille/Marles-en-Brie.

## Localisation
| - OpenStreetMap Le quartier de Beauté, à Nogent-sur-Marne. |

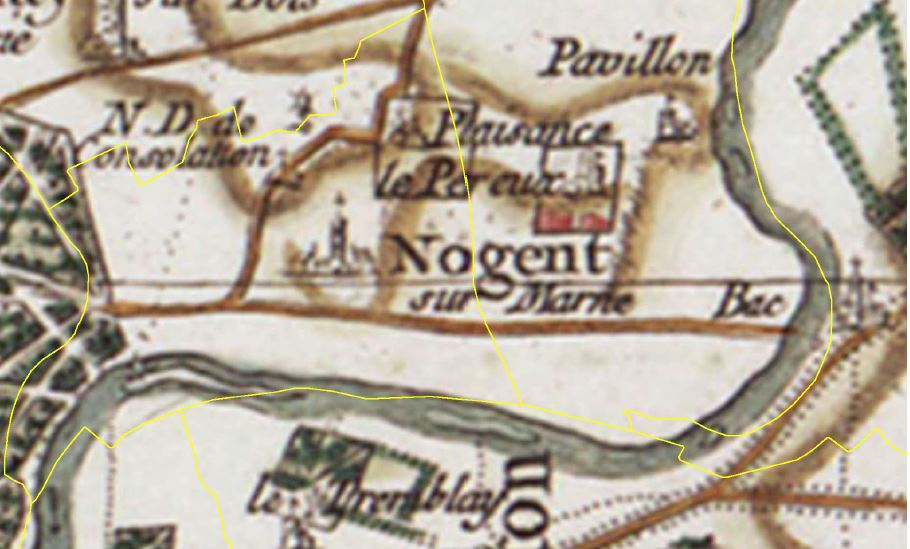
Extrait d'une carte de Cassini,.

Le château de Beauté était localisé à l'extrémité orientale du bois de Vincennes, situation géographique correspondant à la partie Ouest de l'actuelle commune de Nogent-sur-Marne, dans le département du Val-de-Marne, en région Île-de-France.
À l'époque de son existence, l'édifice surplombait alors la dépression formée par le cours de la Marne, la totalité de ses structures et de son aire d'occupation se développant ainsi à flanc de coteaux. Le lac des Minimes, qui est placé au voisinage de la résidence royale en direction du Nord-Ouest, a livré des éléments archéologiques grâce à des investigations menées par Édouard Bourières vers le milieu du XIXe siècle.
Par ailleurs, lors de son élévation, puis de son occupation, et ce jusqu'à sa destruction, le château de Beauté sur Marne faisait partie intégrante du territoire paroissial de Fontenay-sous-Bois.
Enfin, à proximité de l'édifice royal de Beauté, se dressait un moulin, appelé « moulin de Beauté », et dont l'existence déjà est attestée au cours du XIIe siècle,.

## Toponymie
Selon M. J. Guadet, dans son ouvrage Palais et maisons des rois de France, lors de sa première évocation au XIVe siècle, le château de Beauté est dénommé en langue latine : Bellitas, domus regia (autrement dit : « Beauté, maison royale »). De même, la mention d'établissements existant antérieurement au château est mise en évidence au sein d'un texte officiel daté de 1206. Cette mention évoque l'hommage rendu au roi Philippe Auguste de la part des possesseurs des molendina bellitatis (c'est-à-dire « les moulins de Beauté »).
Au sein du massif forestier de Vincennes, son domaine recouvrait un ensemble de terres connu sous le nom de « fond de Beauté » (ou « Fond-de-Beauté »).
L'emploi de ce toponyme est encore attesté au cours du XIXe siècle,. Sous le règne de Louis-Philippe Ier (1773-1850), le terme officiel utilisé pour le site se révèle être « Bauté », faisant possiblement écho au mot de vieux français précédemment employé au XIVe siècle, « Baulté ».
Le nom du site, « Beauté », pourrait être également associé à un ancien lieu de culte d'époque antique et dont l'emplacement aurait été situé au milieu du bois de Vincennes.

## Histoire
Selon un récit de tradition orale, une sorte de légende locale, une résidence royale, construite au lieu-dit de Beauté, aurait possiblement existé à l'époque mérovingienne, sous le règne de Dagobert Ier,,.

### Le château de Charles V

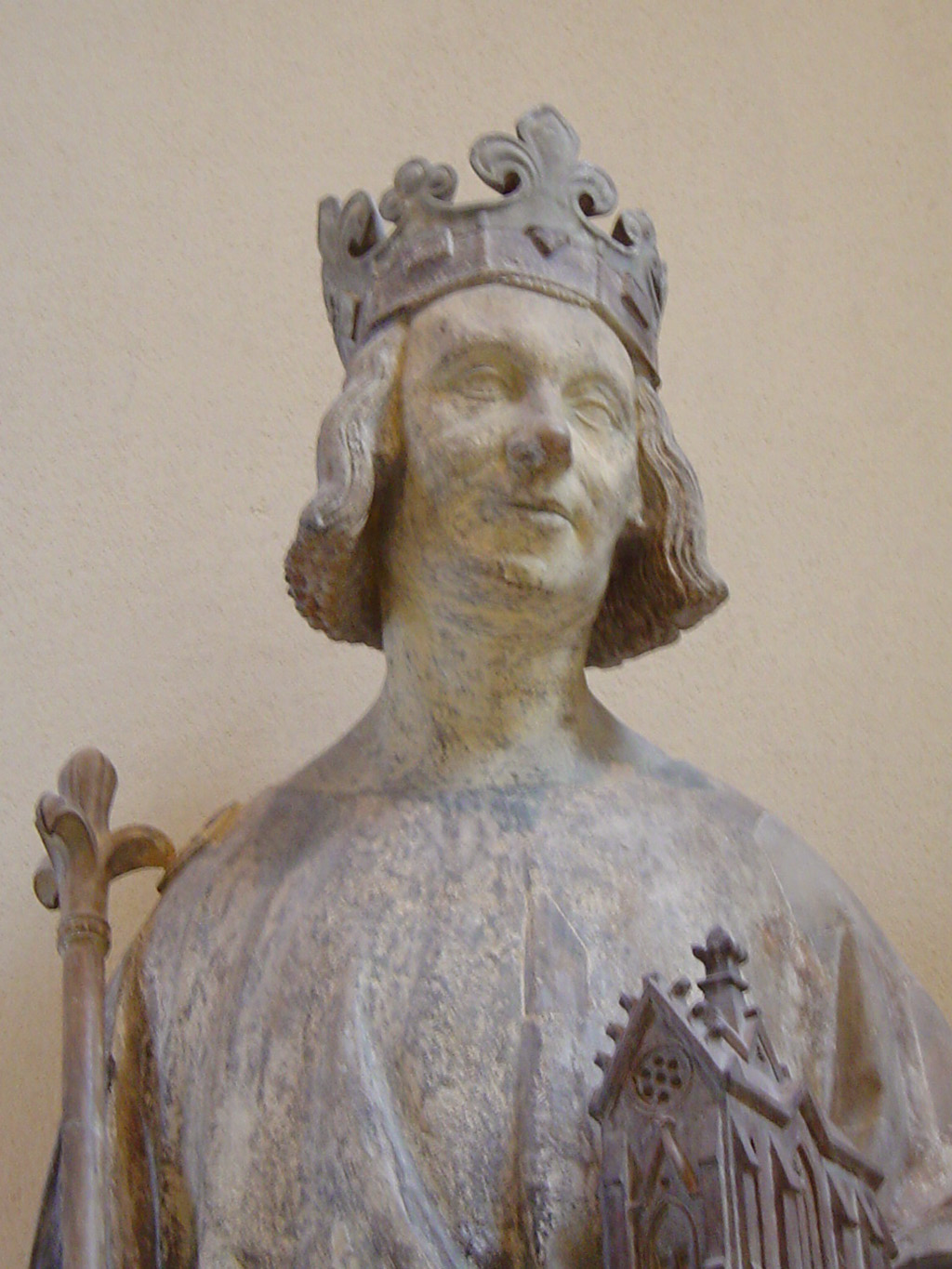
Buste de Charles V (1338-1380) dit Le Sage.

#### Construction
Vers 1375, ou peut-être en 1373[réf. nécessaire], Charles V, cherchant à se ménager un refuge en marge du château de Vincennes et de la capitale, fait édifier - ou restaurer,, - le manoir de Beauté-sur Marne. À la même période, quelques années plus tard, le souverain rachète et fait en partie reconstruire une seconde résidence, le château de Plaisance, demeure royale également localisée sur l'actuel territoire de Nogent-sur-Marne,,. Ce deuxième édifice, que le monarque accorda à sa femme Jeanne de Bourbon,, bénéficia d'importantes investigations préventives et de sondages archéologiques, lesquels ont notamment permis d'en exhumer les structures maçonnées de pièces souterraines aux plafonds en croisée d'ogives, ainsi que divers artefacts tels que des sculptures ou encore des jarres ornées de sceaux représentant 5 lys,.

#### Visite de Charles IV du Saint-Empire germanique

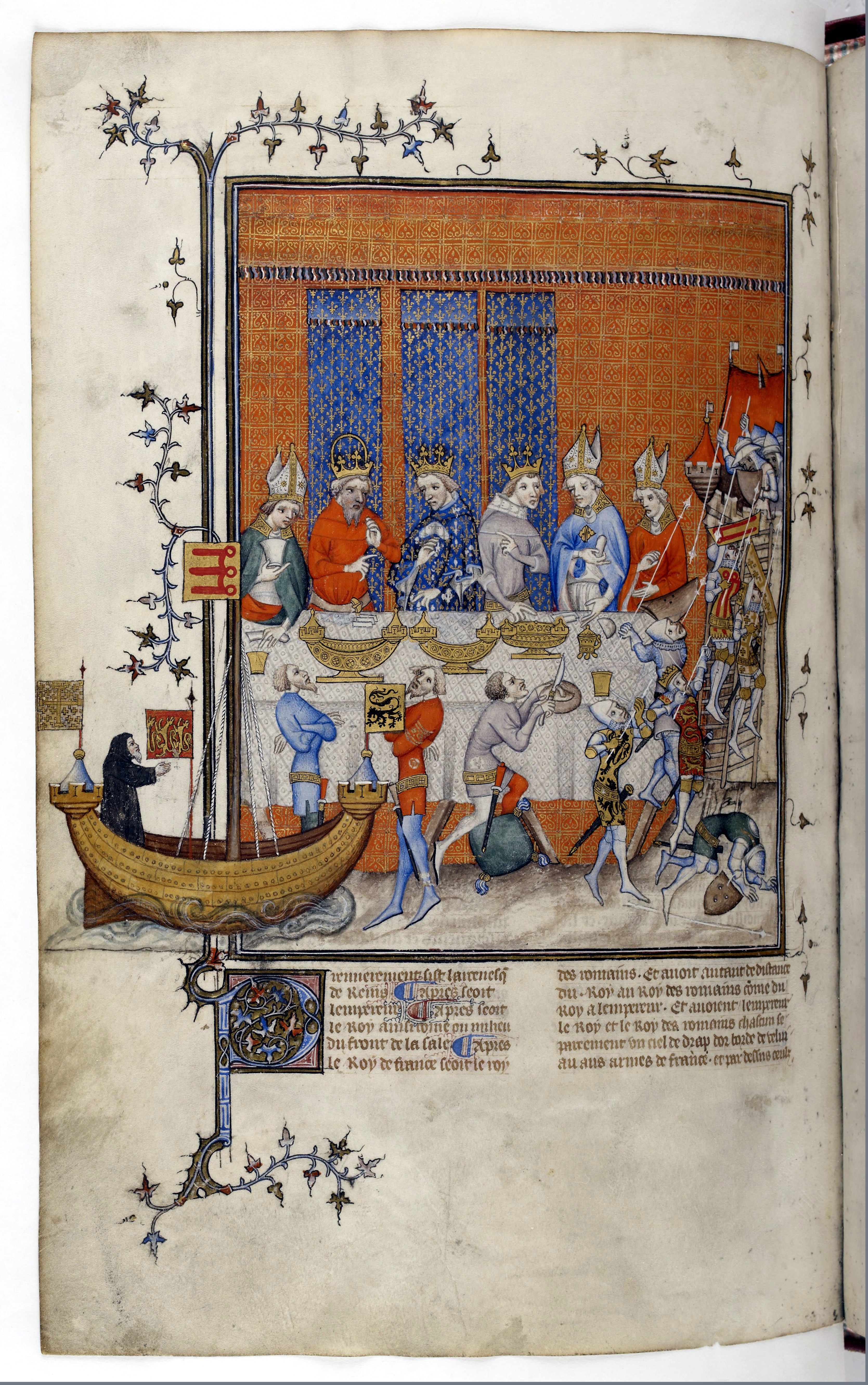
Miniature représentant le banquet donné par Charles V à l'empereur Charles IV et son fils Venceslas en 1378. Grandes Chroniques de France de Charles V, BNF, Fr.2813, f.473v.

En 1378, Charles IV du Saint-Empire, alors atteint de la maladie de la goutte, accompagné de son fils Venceslas de Luxembourg et sa suite vient en France. Il concilie pèlerinage à l'abbaye de Saint-Maur et visite diplomatique. Cette rencontre entre les deux princes, et parents, a fait l'objet d'une relation par Christine de Pizan. C'est à l'occasion de cette entrevue que l'empereur réside au manoir de Beauté du mardi 12 au samedi 16 janvier. Christine de Pizan nous apprend que Charles V, resté à Vincennes, le visite quotidiennement, s'entretenant longuement avec lui :

« À beauté fu l'Empereur plusieurs jours et le Roy chascun jour l'aloit visiter et en secret parloient longuement. »

— Christine de Pizan, Le Livre des Fais et bonnes meurs du sage roy Charles V, 1404.
Un extrait issu du manuscrit enluminé des Grandes Chroniques de France, commandité par Charles V, précise :

« Audit hotèl de Beauté fut l'empereur très bien logé. Tout l'hôtel fut très richement paré et il fut servi très abondamment à ces heures et à son plaisir tellement que il amenda de sa maladie notablement. Et se mit à aller et visita tout l'hôtel de haut en bas à peu d'aide et disait à ceux qui avec lui étaient que oncques mais en sa vie il n'avait vu plus belle place ni plus délectable lieu. »

— Grandes Chroniques de France de Charles V, 1370-1379, chapitre VI, p. 404.
Les princes échangent des cadeaux luxueux, coupe et aiguière d'or garnies de pierreries, anneaux, et pierres précieuses. Par ailleurs, ce séjour au sein de l'édifice de Beauté permit au souverain du Saint-Empire de recouvrir sa pleine santé. Le 16, l'empereur repart, le roi raccompagnant son oncle jusqu'au château de Plaisance proche. Lors de cette visite, l'empereur fait du dauphin, le futur Charles VI, son vicaire perpétuel pour le Royaume d'Arles et le Dauphiné.
Tout au long du règne de Charles V, certaines des chartes émises par le souverain capéto-valois portaient la mention finale suivante :

« Datum in domo nostra Pulchristudinis. »

— Charles V.

#### Mort de Charles V

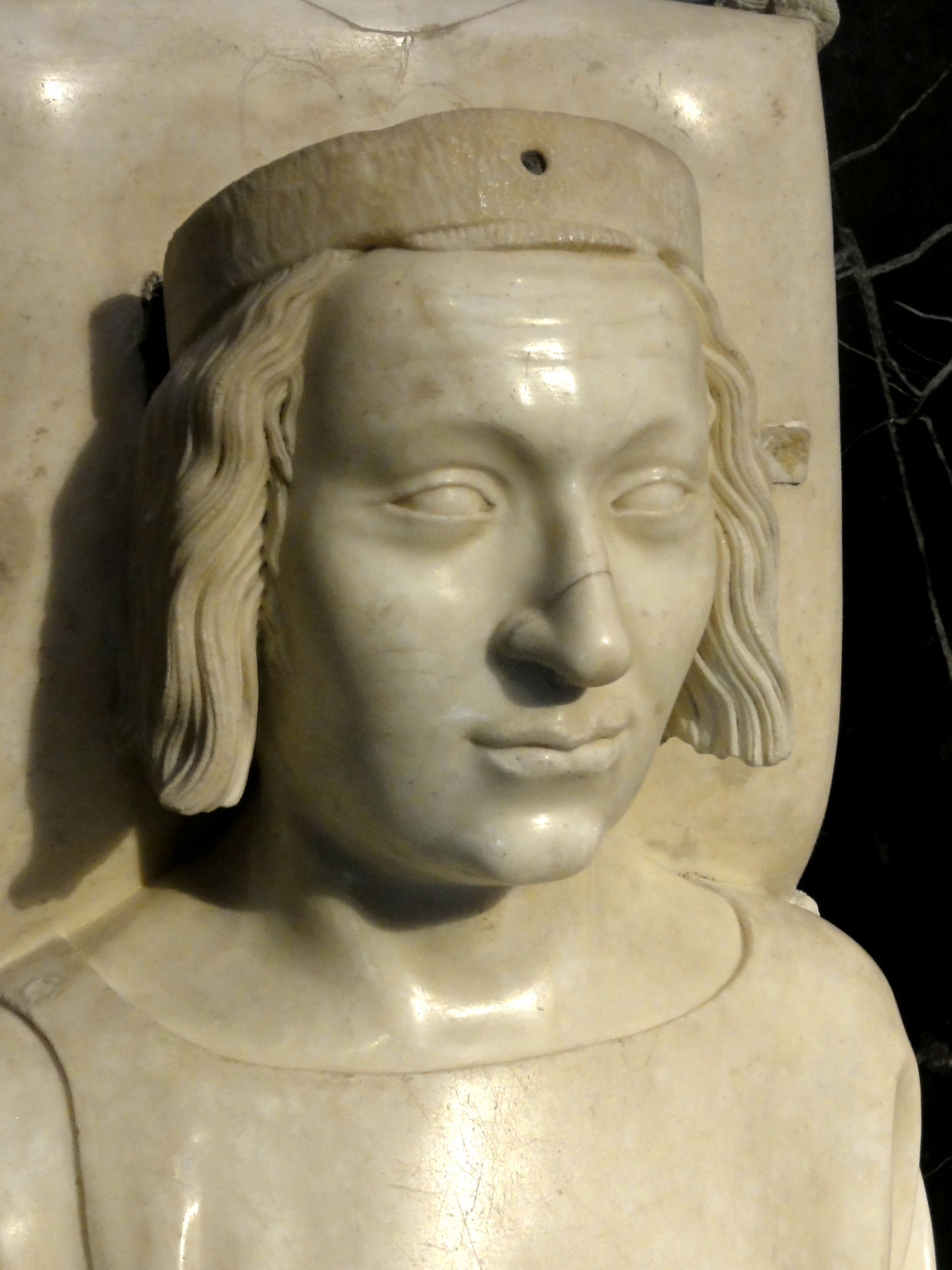
Détail du gisant de Charles V exposé à la basilique Saint-Denis, à Paris.

Après la visite de l'empereur du Saint-Empire, le roi séjourne toujours régulièrement au château de Beauté ou il signe plusieurs documents qui confirment sa présence sur les lieux. Il y meurt, après s'y être fait transporté, malade, le 16 septembre 1380,,,. C'est là, avant de mourir, qu'il abolit les fouages en pays de langue d'oïl, impôt dit « permanent » qu'il avait institué en 1370. Le poète Eustache Deschamps (1340-1404), à travers une ballade, rendit hommage à l'édifice de Beauté commandité par Charles V :

« Sur tous les lieux plaisans et agréables 

Que l'on pourroit en ce monde trouver, 

Edifiés de manoirs convenables, 

Gais et jolis, pour vivre et demourer 

Que c'est à la fin du boys 

De Vicennes, que fit faire ly roys 

Charles - que Dieu donne paix, joye et santé! - 

Son fils aîné, Dalphin de Viennois, 

Donna le nom à ce lieu de Beauté. »

— Eustache Deschamps, Ballades : Le Bois de Vincennes (1346-1406).
Par ailleurs, les manuscrits des chroniqueurs royaux de l'époque précisent :

« Item, le dimenche XVIe jour du mois de septembre 1380 dessuz dit à l'heure de midi, trepassa en l'ostel de Beauté-sur-Marne, le roy de France, Charles dit le Ve. »

— Grandes Chroniques de France de Charles V 1370-1379.

### Règne de Charles VI

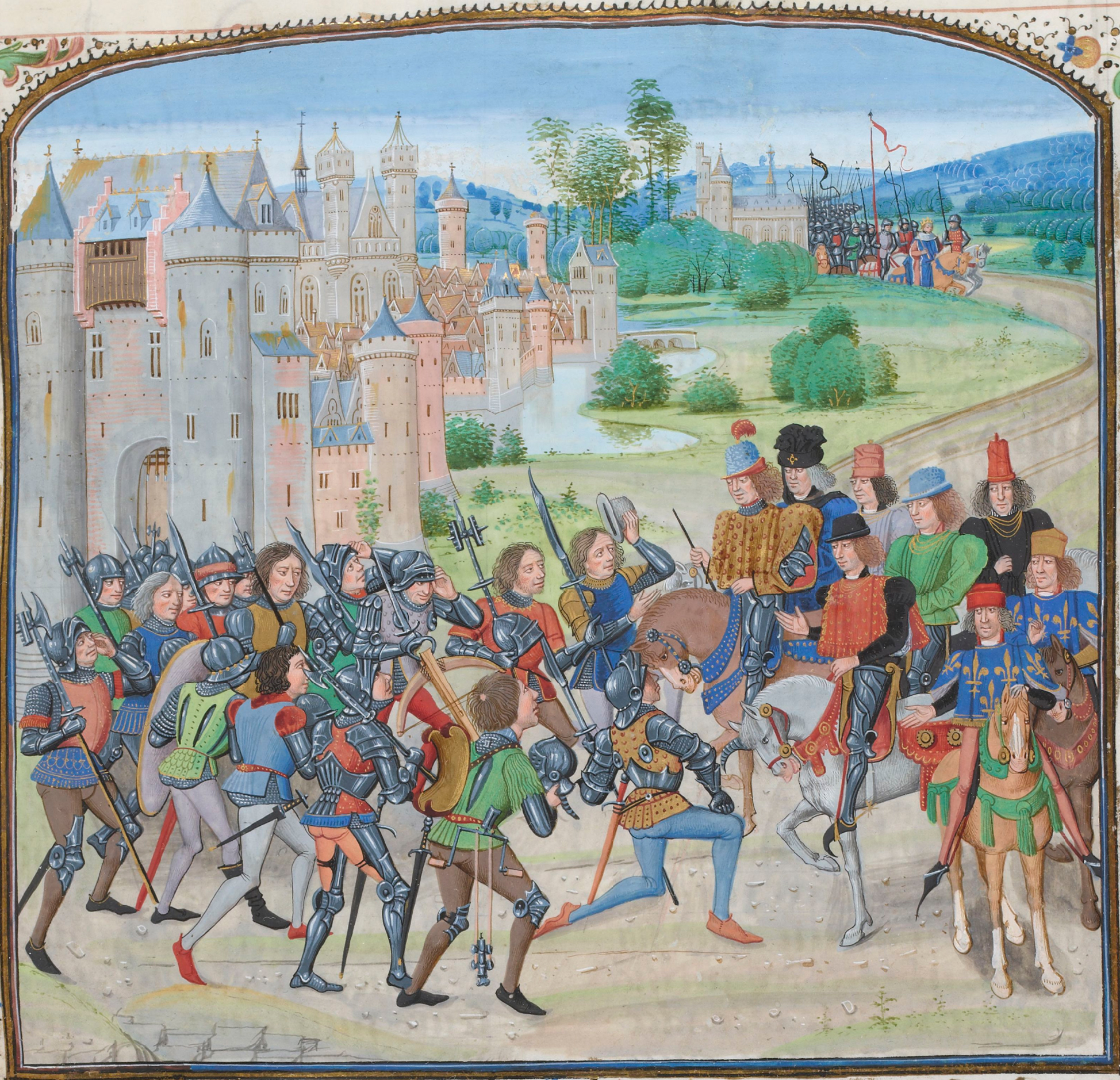
Retour de Charles VI en région parisienne, après la bataille de Roosebeke, en 1383.

Le jeune roi séjourne régulièrement au manoir de Beauté lors des premières années de son règne. Le château sert aussi à loger ponctuellement différents membres de la famille royale, ainsi Louis Ier d'Orléans, frère de Charles VI, en 1393 ou Philippe II de Bourgogne, oncle du roi, en 1397.
Le 25 septembre 1386, la souveraine Isabeau de Bavière accouche au manoir de Beauté de son premier enfant. Celui-ci cependant ne vivra pas plus de quelques mois, trouvant la mort le jour des Saints Innocents, le 28 décembre de la même année.
En 1389, le mobilier du château s'enrichit de l'un des tout premiers tapis persan importés dans le royaume de France, et dont l'achat s'est effectué à Arras.
À la fin du XIVe siècle, en 1395, l'édifice royal fait l'objet d'une campagne de travaux et dont le financement, par commandite de Charles VI, a été répertorié sur un document de comptes de 60 toises de long.
Après l'assassinat de Louis Ier d'Orléans (1372-1407), le château est peu à peu délaissé. Il est, à cette période, tour à tour administré par Charles Ier d'Albret et le Comte de Nevers. Alors que le royaume de France est en proie aux invasions anglaises, un inventaire, dressé par le clerc Guillaume Lamy en date du 23 juin 1420 et qui prolonge celui effectué sur le château de Vincennes le 12 du même mois, met en évidence la paupérisation du patrimoine mobilier du château de Beauté.

« Pour ce que les gens d'armes qui ont esté aux Boys, depuis deux ans en ça ont pillé tous les biens dudit Boys. »

— Guillaume Lamy, 23 juin 1420, inventaire des Châteaux de Vincennes et de Beauté.
L'inventaire, conservé à cette époque dans le Registre administratif de la chambre des comptes de Paris, fait également état de cette désaffection montrant le manque d'entretien des lieux.

« Baudetus Joyel concergius hospicii de Beaute, pro vadis suis IIIe per diem.
 Leonardus Troterel porterius porte de Beaute erga Nogentum.
 Petrus chemin ortolanus de Beaute IIIe per diem. »

— Guillaume Lamy, 23 juin 1420, inventaire du Château de Vincennes et de Beauté.

### Le château d’Agnès Sorel

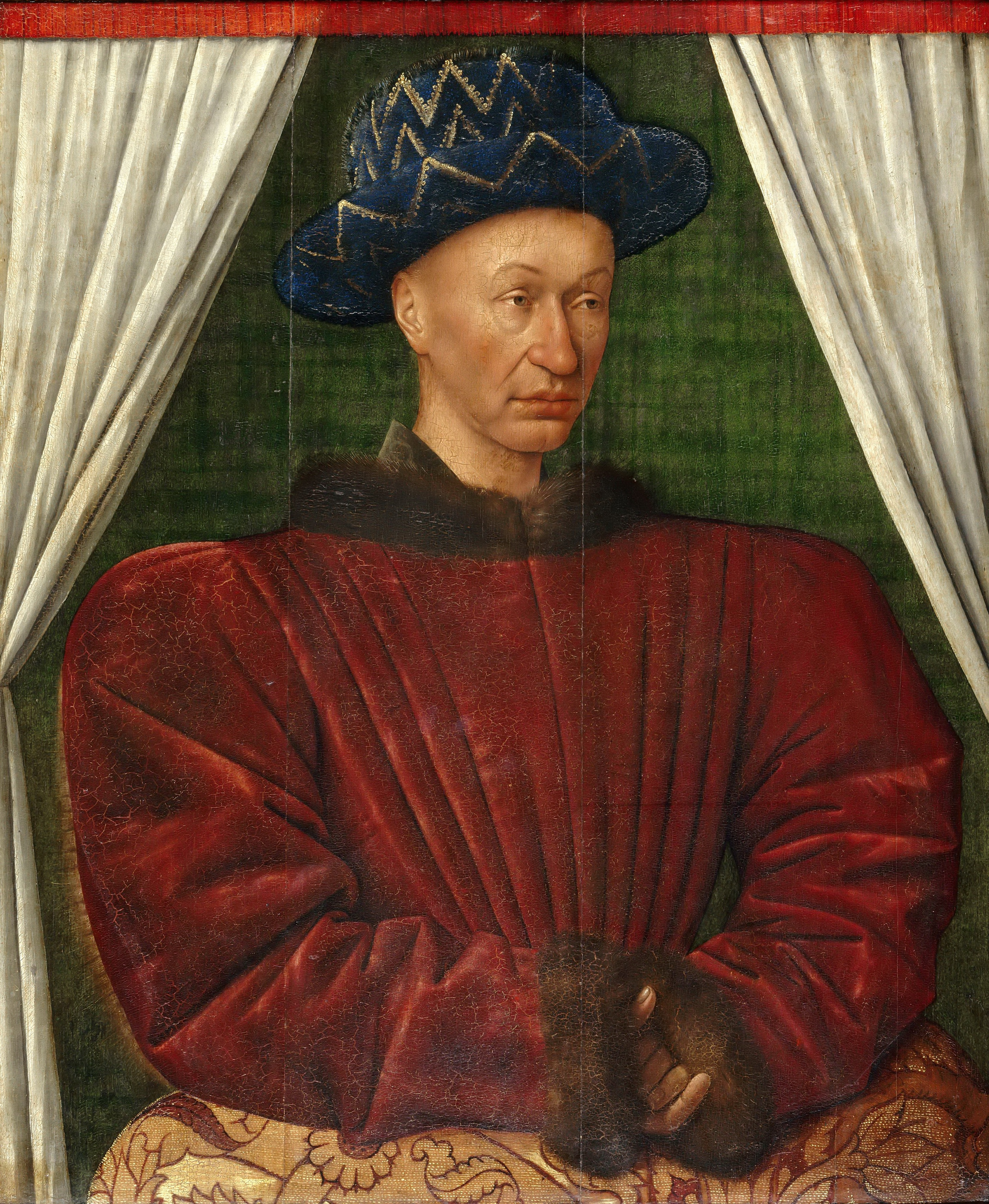
Portrait de Charles VII, par Jean Fouquet, vers 1445 ou 1450, conservé au musée du Louvre.

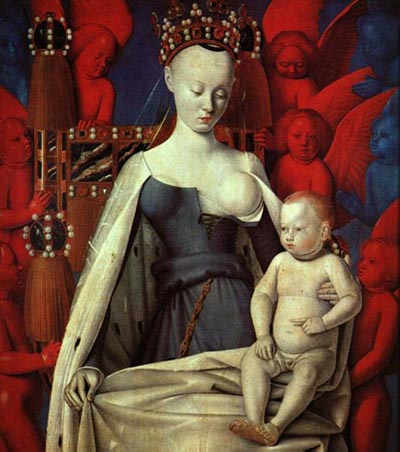
Vierge allaitante en manteau d'hermine figurée sous les traits présumés d'Agnès Sorel, panneau droit de l'ancien Diptyque de Melun, musée royal des beaux-arts d'Anvers.

À la fin du XIVe siècle, le manoir royal, ainsi que la totalité du territoire parisien, est pris dans les événements de la guerre de Cent Ans et passe aux mains des Anglais, pour n'être repris qu'en 1435. Cependant, le château est à nouveau investi vers le milieu du XVe siècle. Il est ainsi tenu par les armées des insurgés lors de l'épisode de la Praguerie,. Repris en 1439 par les troupes de Charles VII, il est offert en 1444 par le roi, à sa maîtresse Agnès Sorel, fille du seigneur de Coudun, Jean Sorel, et de Catherine Magnelay,. À cette époque, Agnès Sorel, se manifestant alors comme la favorite royale, bénéficia de plusieurs autres dons et biens immobiliers, notamment la seigneurie de la Roquecezière, située dans la province du Rouergue, celle d'Issoudun, dans la province du Berry, et celle de « Bois-Trousseau », où était implanté le château de Bois-Sire-Amé.
La maîtresse de Charles VII devient ainsi la « dame de Beauté »,,. Selon l'historien Georges Minois, à partir de cet évènement-clé, la favorite du roi se révèle être « la véritable souveraine », et ce, à contrario de celle qui en porte le titre officiel et légitime, Marie d'Anjou (1404-1463) décrite par les chroniqueurs de l'époque comme étant « laide à faire peur aux Anglais ».
Concernant le don que produisit Charles VII à sa maîtresse et de l'esthétique physique d'Agnès Sorel, un lai écrit par l'officier et comte de Damartin Antoine de Chabannes précise :

« [...] fut la plus belle femme jeune qui feust en icelluy temps de veoir. Et comme entre les belles estait tenue pour la plus belle du monde, fut appelée damoyselle de Beauté, tant pour ceste cause que pour ce que le roy luy avait donné à sa vie la maison de Beauté lez Paris...  »

— Antoine de Chabannes.
Elle séjourne souvent au château et y donne naissance à deux de ses quatre filles, Marie de Valois et Jeanne de Valois.

### Place forte

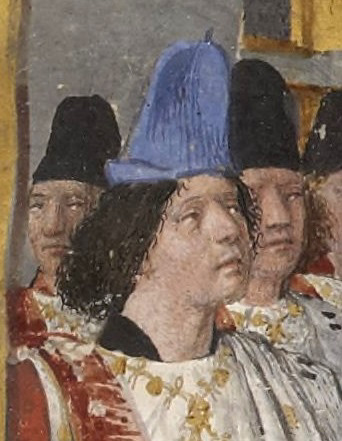
Le duc du Berry Charles de France, l'un des derniers résidents du château. Détail d'une miniature de Jean Fouquet tirée des Statuts de l'ordre de Saint-Michel, BNF, Fr.19819.

À la mort d'Agnès Sorel, le 11 février 1450, le château retourne dans le giron du domaine royal. Le manoir est alors commis à la garde d'un officier. La vocation du château est dès lors celle d'une place forte. Le plus jeune frère de Louis XI (1423-1483), le Duc du Berry, de Normandie et de Guyenne Charles de France (1446-1472), alors opposé au régime du souverain régnant, y loge en 1465. Ce fut à cette occasion, pendant son séjour au manoir de Beauté, que le duc du Berry réceptionna une congrégation composée des représentants de la commune de Paris et menée par l'évêque parisien.
Pendant le règne de Louis XII (1462-1515), l'amiral et capitaine du Bois de Vincennes Louis de Graville est chargé de la gestion de la forteresse de Beauté.
Au début du XVIe siècle, la duchesse d'Estampes Anne de Pisseleu (1508-1580), alors devenue la favorite de François Ier (1494-1547), aurait peut-être, selon les registres historiographiques, temporairement résidé au château. Le château est ensuite délaissé et tombe peu à peu en ruine.

### Abandon et destruction
Tout au long du XVIe  restant et ce, jusqu'au milieu du  XVIIe siècle, le manoir de Beauté, successivement administré par plusieurs gouverneurs issus de la famille de Montmorency, ne connut aucun hôte qui n'ait été attesté. Les Montmorency demeurèrent les derniers concierges des lieux.
Au cours de cette période, le château, abandonné et ne faisant plus l'objet d'un quelconque entretien, subit les altérations et la lente dégradation du temps. Ses créneaux disparaissent, causant ainsi l'écroulement de la quasi-totalité de ses étages et, en 1610, la partie supérieure de la tour est quasiment anéantie.
Néanmoins, en 1525, les registres du parlement de Paris montrent une proposition de réhabilitation. Pour autant, celle-ci n'est pas suivie d'effet et le manoir, dont il ne demeure quasiment plus que la tour au tout début du XVIIe siècle, est rasé en 1626, sur ordre de Richelieu, probablement en application d'un arrêté commandité par Louis XIII,. Le Parc du Château - constitué par l'achat de terrains en 1375 par Charles V - est cependant conservé et fait partie du domaine royal jusqu'à la Révolution. Il est encore, sous le règne de Louis XV, entretenu sur les deniers royaux.
Aux environs de 1750, de l'ancienne résidence royale de Charles V, il ne reste plus que le donjon et les structures formant les caves. En date du 18 juin 1785, le moulin attenant au domaine est à son tour détruit. Vers 1788, de l'enceinte entourant le site de Beauté, seules la porte d'accès ainsi que de rares parois terrassées sont encore visibles.
À partir de 1791, les anciennes terres paroissiales de Beauté furent administrées par la commune de Nogent-sur-Marne.
Sous le règne de Charles X, au début du XIXe siècle, le domaine et lieu-dit appelé le « fond de Beauté », en lieu et place où s'était auparavant dressé le château, fait l'objet d'un projet visant à construire un Pavillon de chasse. Néanmoins, aucune suite n'a été donnée à ce projet.
Dans la seconde moitié du XIXe siècle, selon le rapport effectué par l'auteur et journaliste Adolphe-Laurent Joanne, une autre bâtisse, de style moderne, s'élève en lieu et place (ou approximativement) du château de Beauté.

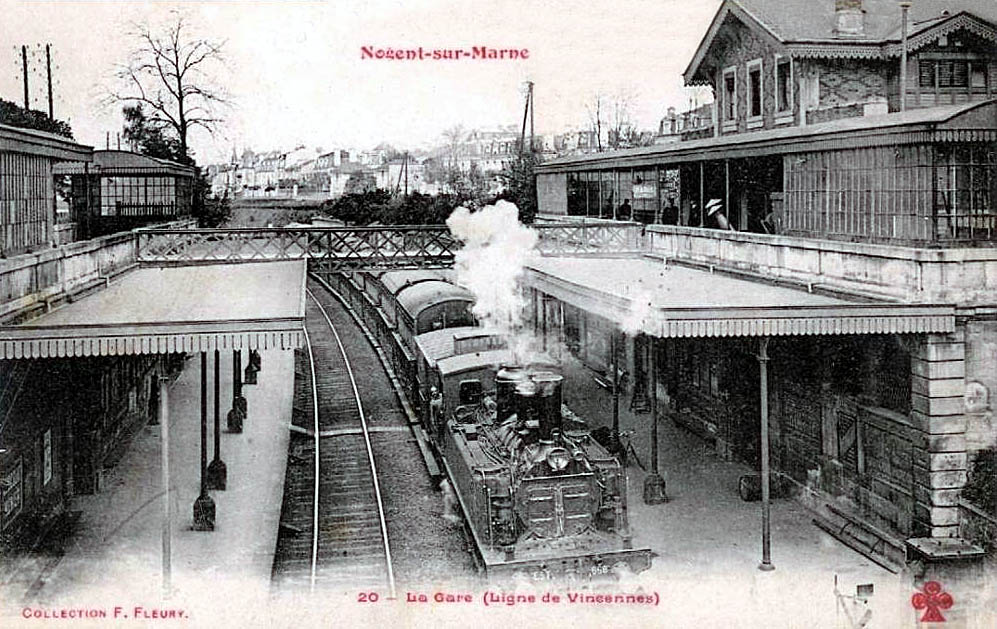
L'ancienne gare de Nogent-sur-Marne, en 1900.

Après la démolition, toujours au XIXe siècle, il subsiste, camouflés par de la végétation, quelques témoignages, tels que des pans de murs, des voûtes souterraines, ou encore des traces de fossés. Toutefois, ces vestiges ont été définitivement effacés par les riverains au cours de ce même siècle. Des fouilles réalisées en 1857 et 1913 ont permis d'en retrouver quelques rares éléments. Ainsi, après la mise en place de la ligne de chemin de fer partant de Paris-Bastille, ces prospections ont permis d'indiquer, à l'extrémité du site dit le « fond de Beauté », les restes de ses fondations terrassées et de son système hydraulique.

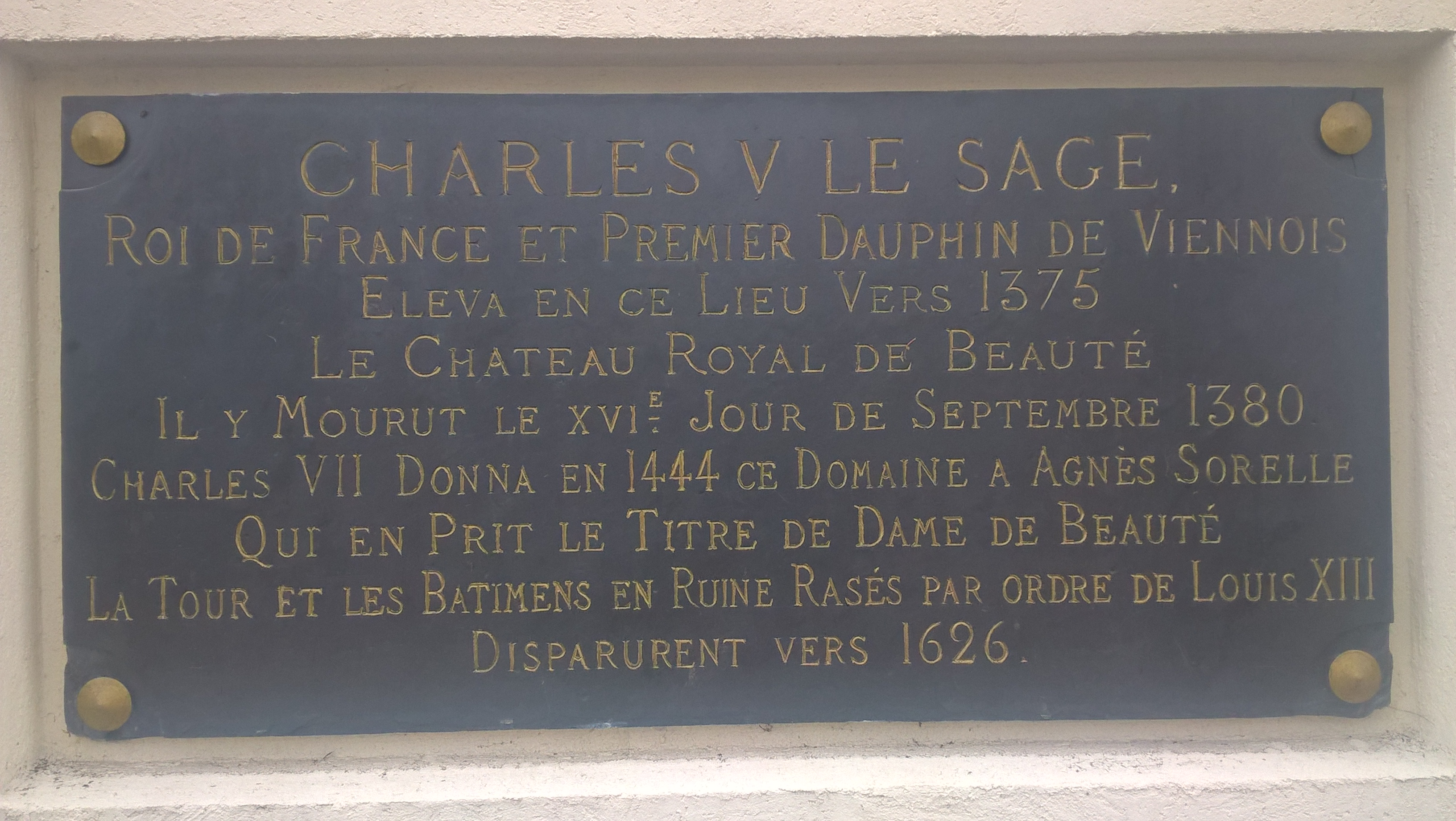
Plaque commémorative, à Nogent-sur-Marne.

Dans les années 1860, postérieurement à la mise en place de la ligne ferroviaire de l'Est parisien en 1859, reliant la gare de Paris-Bastille à celle de Marles-en-Brie et qui passe par celle de la commune nogentaise, un dépôt de machines est implanté sur les lieux où se dressait l'ancien château.
Une plaque, dernier témoignage de son existence, signale l'emplacement du manoir au 7, avenue Watteau, à Nogent-sur-Marne.

## Description

### Généralités
Bien qu'il ait été ruiné, quelques sources et documents, dont notamment l'inventaire établi par Guillaume Lamy en 1420 ou encore la gravure exécutée par l'architecte Claude Chastillon en 1610, permettent de restituer de manière non exhaustive et partielle l'ensemble architectural constituant les structures et le mobilier du château de Beauté,,.
En raison de sa fonction d'hospitium ou d'« hôtel », cette demeure royale se présente initialement et peut-être ultérieurement non pas comme un château mais plutôt tel un manoir, ou encore une « maison de plaisance ».
L'extrait d'un texte rédigé par Christine de Pizan met en évidence l'architecture et l'aspect général de l'édifice :

« [...] qui est un moult notable manoir. »

— Christine de Pizan.
Enfin, l'ensemble des structures du château étaient entourées par un vaste parc couvrant une superficie totale de 120 000 m2, domaine qui fit l'objet d'un découpage urbain à partir de 1857 pour ainsi former 57 unités parcellaires. Néanmoins, le site de Beauté, se présentant sous le règne de Charles V sous la forme d'un terrain dédié à la chasse, se déployait initialement sur une aire de 20 hectares,.

### La tour
Le manoir, probablement bâti sous la direction de Raymond du Temple, maître des œuvres de maçonnerie de Charles V de 1364 à la mort du roi, est alors composé d'une grosse tour de plan carré et dont l'architecture générale est similaire à celle du donjon de Vincennes. Cette tour est divisée en 3 étages, chaque étage du donjon correspondant à une pièce, à l'exception du premier. Toutefois, un document, sous forme gravure, établie au cours du XVIIe siècle par l'architecte et topographe Claude Chastillon (1559-1616), révèle que l'édifice de Beauté est constitué de 4 étages, le quatrième et dernier niveau faisant office de combles.
Le premier étage est essentiellement constitué de la chambre où couche le roi,, dite « des Évangélistes » en raison de sa décoration. D'autre part, la pièce destinée à la couche du souverain Valois comprenait un riche mobilier. Ce mobilier était constitué d'un lit surplombé d'un ciel (sorte de châssis) fait de bois et décoré d'armoiries lyserées en or. La couche royale était, en outre, munie de coussins également ornés de fleurs de lys dorées et d'une couverture drapée de couleur verte sur laquelle figurait une fontaine entourée, de part et d'autre, de deux lions portant une couronne. La chambre du roi était par ailleurs dotée de quatre chaises à dossier, dont trois entièrement confectionnées de bois et la quatrième, de bel ouvrage, faite de fer ; d'un coffre plaqué de marqueteries ; d'une table de 8 pieds de long, surélevée par deux tréteaux et composée de deux parties réunies au moyen de charnières ; d'une seconde table, en chêne, d'une longueur totale de 10 pieds, également munie de deux tréteaux ; d'une cheminée encadrée de deux structures métalliques (chenets) ; et enfin d'un compotier, de petite taille, drapé d'une étoffe verte,. Attenante à la chambre de Charles V, était associée une seconde pièce, plus petite, se présentant sous la forme d'un « retrait » ou d'une dépendance,. Par ailleurs, sur l'ensemble de la tour, cette annexe est la seule qui ait été recensée.
Au second étage, se trouve une autre chambre, le Dauphin, futur Charles VI, y aurait couché. Cette pièce possédait un lit qui apparaît être de mauvaise qualité, doté d'un coussin et d'un drap de couverture décorée d'une scène figurant un daim au milieu d'un massif boisé ; une chaise, de bonne confection et constituée de bois ; une marqueterie adossée l'une des parois ; un matelas couvert d'une étoffe satinée de couleur vermeil ; deux chenets munis de chevalet (« à crosse ») ; et enfin d'un autel « à chanter ».
Une troisième chambre se trouvait au dernier étage,. Son mobilier, plus sommaire que ceux des deux précédentes, était constitué d'un petit lit, agrémenté de nombreux coussins ; d'un chenet, pourvu de crosse ; et d'objets de verreries, dont la plupart ont été retrouvés dans un état fragmenté lors de leur recensement en date du 23 juin 1420. Cette troisième chambre avait pour vocation de servir de lieu de couche au second fils de Charles V, Louis Ier de Valois (1372-1407), lequel portait le titre de duc d'Orléans.
Le rez-de-chaussée était, quant à lui, probablement destiné à accueillir la « chambre à parer ».
Le sommet de la tour, dont l'aspect apparaissait tel celui d'une plate-forme et duquel il était possible d'obtenir un vaste panorama sur l'ensemble des terres alentour, était aussi utilisé et comportait, encore en 1420, deux petits canons « à plombée », selon la liste des biens mobiliers et structures du château réalisée cette année-là. Par ailleurs, sa toiture était dotée d'un revêtement fabriqué à partir de plomb.
La totalité des pièces appartenant à la tour présentaient un sol pavé de carreaux de couleur jaune et ornés de caractères de chromatique terracotta et recouverts d'émail. Sur l'un de ces pavés, était inscrite une ballade médiévale et dite « populaire » pour cette époque, connue sous le nom de Dit de Salomon et de Marcou.

### Le corps de logis
La tour est prolongée sur le côté par un grand corps de logis doté en façade de deux galeries gothiques superposées l'une sur l'autre,,. La plus haute des galeries était pourvue de deux anciens bancs à dossier et de deux chenets. La galerie inférieure était, quant à elle, uniquement munie de 4 sièges, dont trois étaient agrémentés de dossiers.
L'essentiel du corps de logis était constitué d'une structure massive où se tenait, entre autres, une grande salle dont la première fonction était celle d'une chambre dont la vue donnait sur une fontaine. La seconde chambre de Charles V était agrémentée d'un vaste meuble de couche, dépourvu d'oreillers, mais dont le matelas était fait de duvet ; d'un bort (sorte de tissu de laine grossière) fabriqué en Islande ; d'un ancien buffet ; et d'un banc « à perches » (probablement des dossiers) et « à quatre prophètes » d'une longueur totale avoisinant les 9 pieds. Cette vaste pièce avait également pour vocation de servir de salle de réception ou d'apparat. C'est dans cette salle que Charles V serait mort :

« [...] la grant chambre sur la fontaine, où on dit que le roy Charles mourut. »

— Guillaume Lamy, 23 juin 1420, Inventaire du château de Vincennes et de Beauté.

### Les autres structures du château et du site de Beauté
Le donjon, et les galeries gothiques du corps de logis donnent sur une cour dotée d'une luxueuse fontaine, dénommée « la Fontaine de Beauté ». En outre, une chapelle a probablement également été construite,. Le tout est doté d'une enceinte fortifié, avec des tourelles aux quatre coins. Des fossés, franchis par un pont-levis complètent le dispositif défensif. En outre, la résidence royale est pourvue d'un système de drainage et d'égout en eaux-vives et dont la maintenance est effectuée de façon régulière par les citadins de Fontenay-sous-Bois,

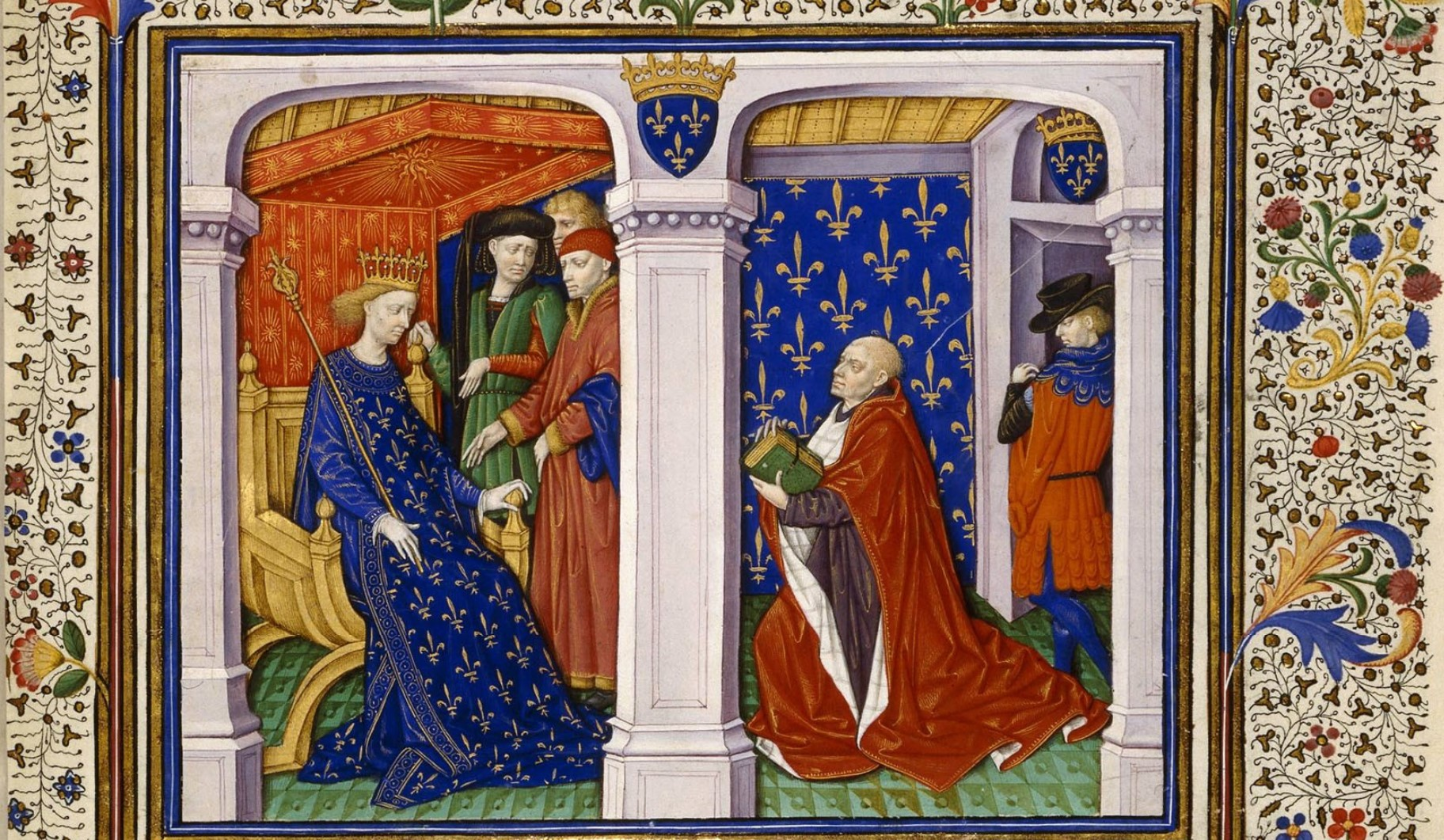
Jean Corbechon présentant sa traduction du Livre des Propriétés des choses à Charles V

L'ensemble est raffiné, Charles V y a notamment fait aménager une bibliothèque, partie de la Bibliothèque de France, ancêtre de la Bibliothèque nationale. Ce raffinement est attesté de nos jours par les carreaux de pavements dotés d'inscriptions qui ont été retrouvés lors de la construction du chemin de fer de Vincennes en 1857 et qui sont maintenant déposés au musée Carnavalet à Paris. Ces artefacts ont été mis en évidence au sein des structures composant les fondations du château,. Les rapports de fouilles de ces découvertes ont été publiés en 1862 et 1877 par l'historien Anatole de Montaiglon,,.

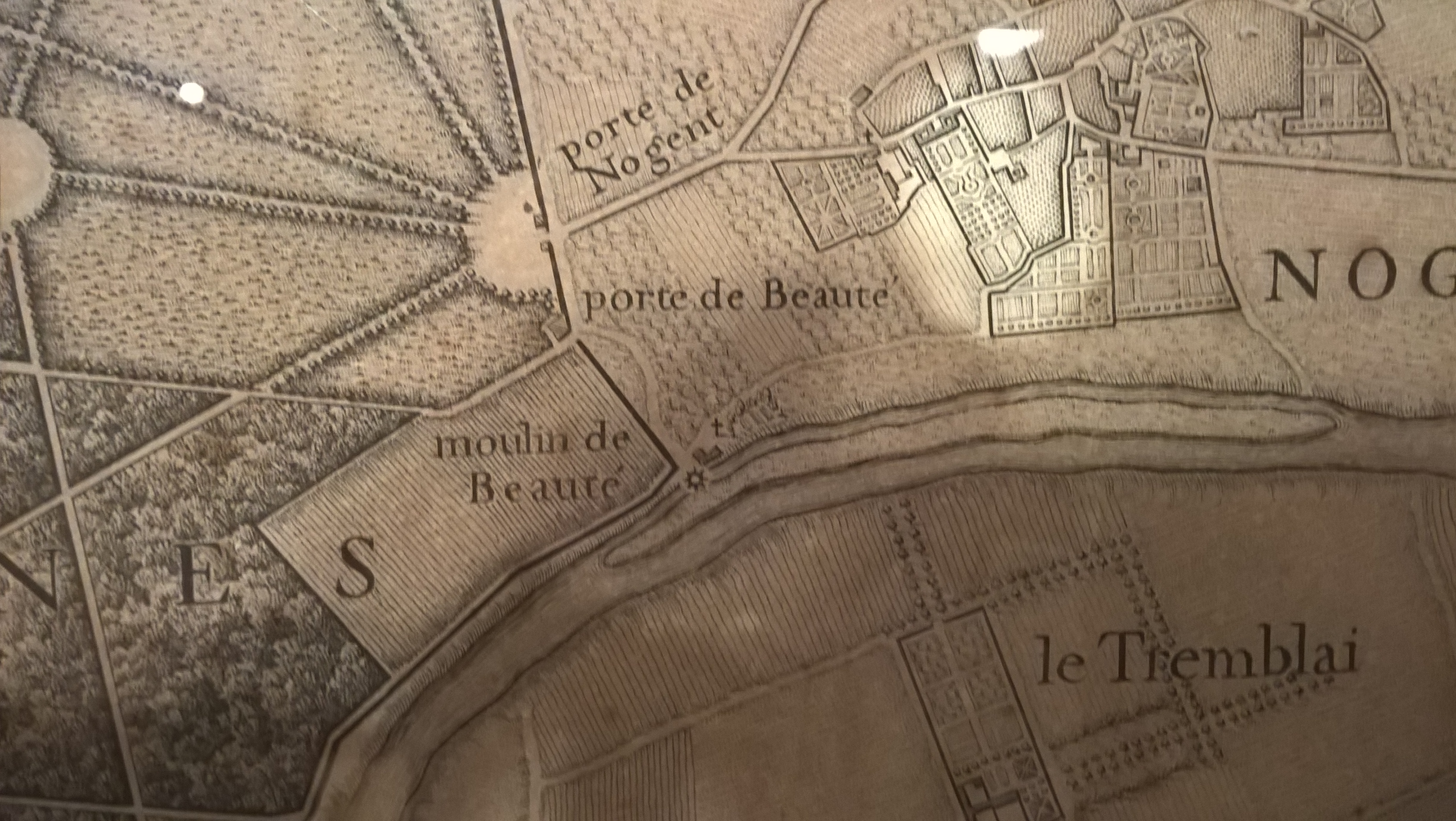
Lieu-dit du moulin de Beauté.

La reine, Jeanne de Bourbon, se fait aménager un pavillon dans l'île de Beauté, aujourd'hui rattaché à la berge par le comblement du bras de la Marne qui l'en séparait. Cette dépendance sert de cadre pour des fêtes.
Enfin, un moulin à bras, ayant pour vocation la fabrication de la farine, était implanté dans l'enceinte du site de Beauté sur Marne,. Ainsi, sous le règne de Charles V, la quasi-totalité de la population paysanne locale était employée au fauchage des foins.